# Алмазбек Раїмкулов
Алмазбек Раїмкулов (англ. Almazbek Raimkulov також відомий як  Кід Даймонд; 18 лютого 1977, Бішкек,  Киргизстан) — киргизький боксер-професіонал, який виступав в легкій ваговій категорії.
Розпочав займатися спортом в 14 років під опікою заслуженого тренера КР Калена Асанова. Вже в 15 років став кандидатом в майстри спорту, проте спромігся досягти цього звання лише в 19-річному віці. В 23 роки став майстром спорту міжнародного класу. У складі збірної Киргизстану дійшов до чвертьфіналу на Олімпійських іграх в Сіднею. Алмазбек Раїмкулов є призером багатьох міжнародних змагань. Десять разів був чемпіоном Киргизстану з боксу.

## Аматорська кар'єра
Учасник Олімпійських ігор 2000 року. Програв у четвертьфіналі Крістіану Бехарано (Мексика).

## Професійна кар'єра
| 27 Перемог (14 нокаутом, 12 за рішення суддів, 1 дискваліфікацією), 2 Поразки (1 нокаутом, 1 за рішення суддів), 1 нічия |        |                        |         |        |                    |                                                   |                                              |
| Результат | Рекорд | Суперник               | П-П-Н   | Спосіб | Дата               | Місце проведення                                  | Примітки                                     |
| Поразка | 27-2-1 | Антоніо ДеМарко        | 20-1-1  | RTD    | 7 лютого 2009      | Honda Center, Анагайм, Каліфорнія                 |                                              |
| Перемога | 27-1-1 | Хавьєр Хаурегу         | 53-15-2 | MD     | 19 вересня 2008    | Buffalo Bill's Star Arena, Прімм, Невада          |                                              |
| Перемога | 26-1-1 | Лео Мартінес           | 13-11-0 | RTD    | 20 червня 2008     | Aragon Ballroom 1106 W Lawrence, Чикаго, Іллінойс |                                              |
| Перемога | 25-1-1 | Міхаель Ангель Хуерте  | 24-7-1  | SD     | 14 червня (?) 2008 | Main Street Armory, Рочестер, Нью-Йорк            |                                              |
| Перемога | 24-1-1 | Емануель Аугустус      | 34-27-6 | UD     | 11 січня 2007      | New Alhambra, Філадельфія, Пенсільванія           |                                              |
| Перемога | 23-1-1 | Хайро Рафаель Рамірес  | 20-2-0  | ТКО    | 14 вересня 2006    | Orleans Hotel & Casino, Лас-Вегас, Невада         |                                              |
| Перемога | 22-1-1 | Антоніо Вонг           | 10-6-1  | ТКО    | 27 липня 2006      | Mohegan Sun Casino, Анкасвілл, Коннектикут        |                                              |
| Перемога | 21-1-1 | Хосе Кінтана           | 12-10-2 | DQ     | 2 лютого 2006      | The Aladdin, Лас-Вегас, Невада                    |                                              |
| Поразка | 20-1-1 | Нейт Кемпбелл          | 26-4-1  | ТКО    | 1 жовтня 2005      | St. Pete Times Forum, Тампа, Флорида              |                                              |
| Нічия | 20-0-1 | Хоель Касамайор        | 31-3-0  | PTS    | 11 червня 2005     | Madison Square Garden, Нью-Йорк, Нью-Йорк         |                                              |
| Перемога | 20-0   | Коба Гоголадзе         | 17-0-0  | ТКО    | 4 березня 2005     | Silver Star Hotel & Casino, Чокто, Міссісіпі      |                                              |
| Перемога | 19-0   | Ламар Мерфі            | 29-9-0  | ТКО    | 18 вересня 2004    | MGM Grand, Лас-Вегас, Невада                      |                                              |
| Перемога | 18-0   | Хосе Луїс Сото Карасс  | 20-7-0  | ТКО    | 18 вересня 2004    | MGM Grand, Лас-Вегас, Невада                      |                                              |
| Перемога | 17-0   | Рікардо Фуентес        | 17-2-0  | ТКО    | 31 липня 2004      | MGM Grand, Лас-Вегас, Невада                      |                                              |
| Перемога | 16-0   | Рей Нар                | 10-0-0  | КО     | 5 червня 2004      | MGM Grand, Лас-Вегас, Невада                      |                                              |
| Перемога | 15-0   | Луїс Альфонсо Лізарага | 31-30-4 | UD     | 13 березня 2004    | Mandalay Bay Resort & Casino, Лас-Вегас, Невада   |                                              |
| Перемога | 14-0   | Паскалі Адорно         | 7-2-2   | UD     | 13 грудня 2003     | Michael's Eighth Avenue, Ґлен Бурні, Меріленд     |                                              |
| Перемога | 13-0   | Рафаель Ортіс          | 8-8-0   | КО     | 1 грудня 2003      | Stardust Hotel & Casino, Лас-Вегас, Невада        |                                              |
| Перемога | 12-0   | Хуан Ангель Месіас     | 29-19-2 | UD     | 12 вересня 2003    | MGM Grand, Лас-Вегас, Невада                      |                                              |
| Перемога | 11-0   | Серіхо Сото            | 11-7-1  | UD     | 28 березня 2003    | Orleans Hotel & Casino, Лас-Вегас, Невада         |                                              |
| Перемога | 10-0   | Дюглас Віллареал       | 27-9-1  | КО     | 13 липня 2002      | Packard Music Hall, Варрен, Огайо                 |                                              |
| Перемога | 9-0    | Алан Ок'юін            | 5-5-2   | ТКО    | 11 травня (?) 2002 | Grand Casino, Білоксі, Міссісіпі                  |                                              |
| Перемога | 8-0    | Оскар Марсалес         | 2-1-1   | ТКО    | 27 квітня (?) 2002 | Cox Convention Center, Оклахома-Сіті, Оклахома    |                                              |
| Перемога | 7-0    | Хуан Мартін Рамірес    | 0-1-0   | UD     | 12 квітня 2002     | Stardust Hotel & Casino, Лас-Вегас, Невада        |                                              |
| Перемога | 6-0    | Алам Гонгалес          | 8-5-0   | UD     | 9 грудня 2001      | Spa Resort Casino, Палм-Спрінгс, Каліфорнія       |                                              |
| Перемога | 5-0    | Майкл Джемісон         | 10-3-0  | ТКО    | 24 серпня 2001     | Orleans Hotel & Casino, Лас-Вегас, Невада         |                                              |
| Перемога | 4-0    | Ентоні Ойомо           | 1-3-4   | UD     | 13 липня 2001      | Agua Caliente Casino, Палм-Спрінгс, Каліфорнія    |                                              |
| Перемога | 3-0    | Джордж Касос           | Дебют   | ТКО    | 5 червня 2001      | Fremont Street Experience, Лас-Вегас, Невада      |                                              |
| Перемога | 2-0    | Теренс Браун           | 3-10-0  | UD     | 18 травня 2001     | Orleans Hotel & Casino, Лас-Вегас, Невада         |                                              |
| Перемога | 1-0    | Адріано Дос Сантос     | 7-2-1   | ТКО    | 27 квітня 2001     | Orleans Hotel & Casino, Лас-Вегас, Невада         | Дебютний поєдинок на професіональному ринзі. |